# ポヴェリアーノ
ポヴェリアーノ（伊: Povegliano）は、イタリア共和国ヴェネト州トレヴィーゾ県にある、人口約5,100人の基礎自治体（コムーネ）。

## 地理

### 位置・広がり

#### 隣接コムーネ
隣接するコムーネは以下の通り。
- アルカーデ
- ジャーヴェラ・デル・モンテッロ
- ポンツァーノ・ヴェーネト
- ヴィッロルバ
- ヴォルパーゴ・デル・モンテッロ

### 気候分類・地震分類
気候分類では、zona E, 2416 GGに分類される。
また、イタリアの地震リスク階級 (it) では、zona 2 (sismicità media) に分類される。